# Dorfkirche Groß Fredenwalde

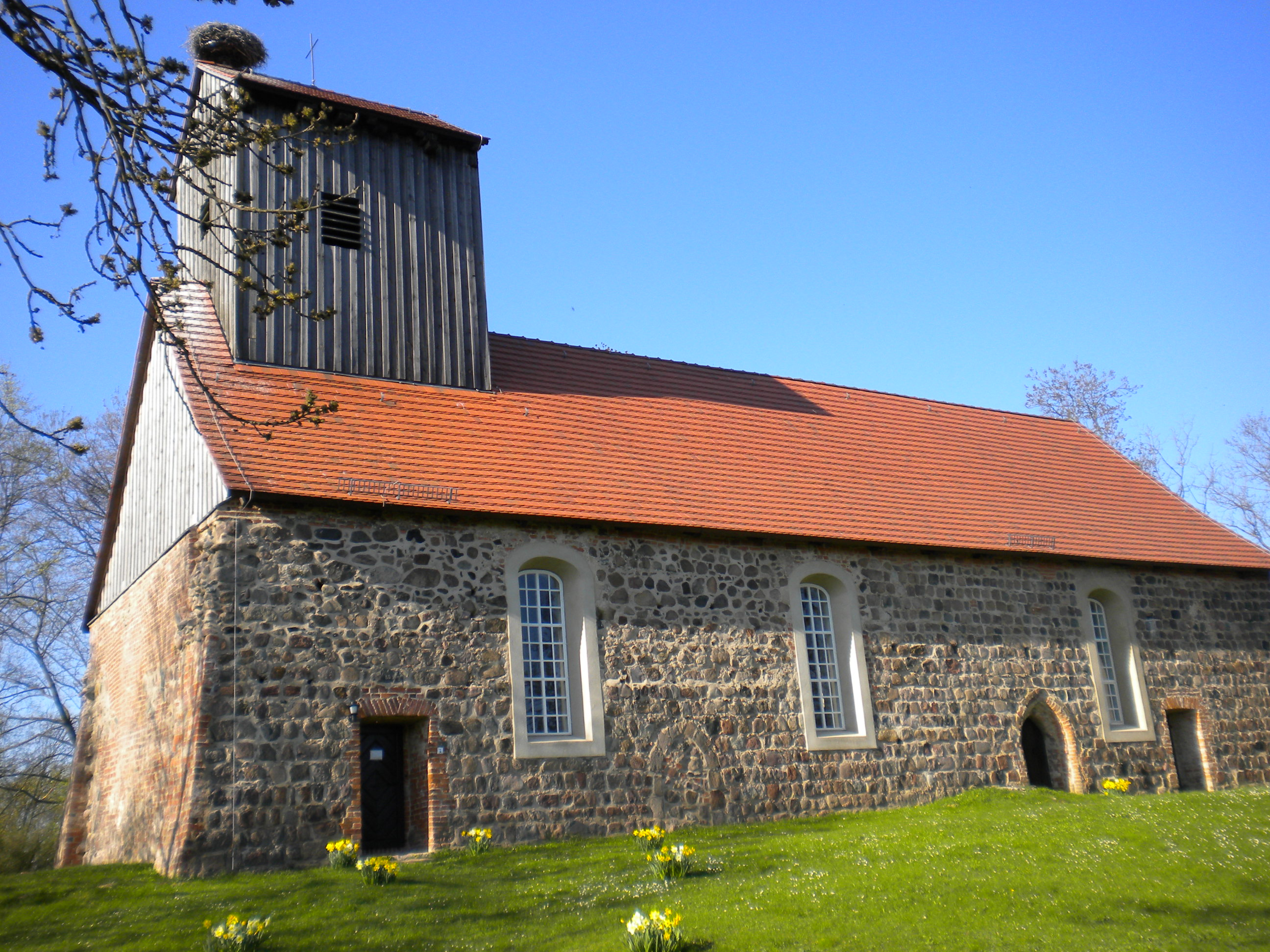
Dorfkirche in Groß Fredenwalde

Die evangelische Dorfkirche Groß Fredenwalde ist eine gotische Saalkirche im Ortsteil Groß Fredenwalde von Gerswalde im Landkreis Uckermark in Brandenburg. Sie gehört zum Pfarrsprengel Gerswalde im Kirchenkreis Uckermark der Evangelischen Kirche Berlin-Brandenburg-schlesische Oberlausitz und kann nach Anmeldung besichtigt werden.

## Geschichte und Architektur
Die Kirche ist ein flachgedeckter rechteckiger Feldsteinsaal mit Nordsakristei aus der zweiten Hälfte des 13. Jahrhunderts und wurde 1735 durchgreifend erneuert. Die Westwand aus Backstein wird mit drei massiven Strebepfeilern gestützt und trägt einen verbretterten Giebel und Dachturm, der 1960 auf ein Geschoss reduziert wurde. Der Turm ist trotz der Teilabtragung erneut gefährdet und bedarf einer statischen Sanierung. Nach dem Jahr 2000 wurde das Bauwerk restauriert. Das zweifach gestufte Spitzbogenportal im Süden ist mit Backsteingewände versehen, ein weiteres wurde vermauert; zwei rechteckige Portale stammen von 1735, ebenso die korbbogig vergrößerten Fenster. Im Osten war ehemals eine gestaffelte Dreifenstergruppe mit Kreisfenster darüber angeordnet. Innen ist eine Balkendecke eingezogen, im Westen stehen drei hölzerne Stützen für den Turm; die Westempore ist datiert auf 1585. In der Ostwand ist eine Sakramentsnische eingelassen.

## Ausstattung
Das Hauptstück der Ausstattung ist ein hölzerner Kanzelaltar von 1708 mit zahlreichen Inschrifttafeln; der Kanzelkorb wird von korinthischen Pilastern gerahmt, die Seitenwangen sind mit feinem Akanthusschnitzwerk verziert.
Der Taufengel aus der ersten Hälfte des 18. Jahrhunderts von J. Ch. Beuteler wurde 2009 restauriert. Ein Inschriftgrabstein für Georg Wilhelm von Arnim († 1847) ist ebenfalls erhalten. Außen an der Ostwand der Kirche ist ein Inschriftgrabstein für Alexander Magnus von Arnim mit barocker Rahmung und Puttenkopf aus der ersten Hälfte des 18. Jahrhunderts vorhanden. Östlich davor ist ein Grabmonument aus Sandstein für Alexander Wilhelm von Arnim († 1809) mit Helm und militärischen Emblemen aufgestellt.
Die Orgel wurde nach dem Zweiten Weltkrieg entfernt.